# István von Somogyi

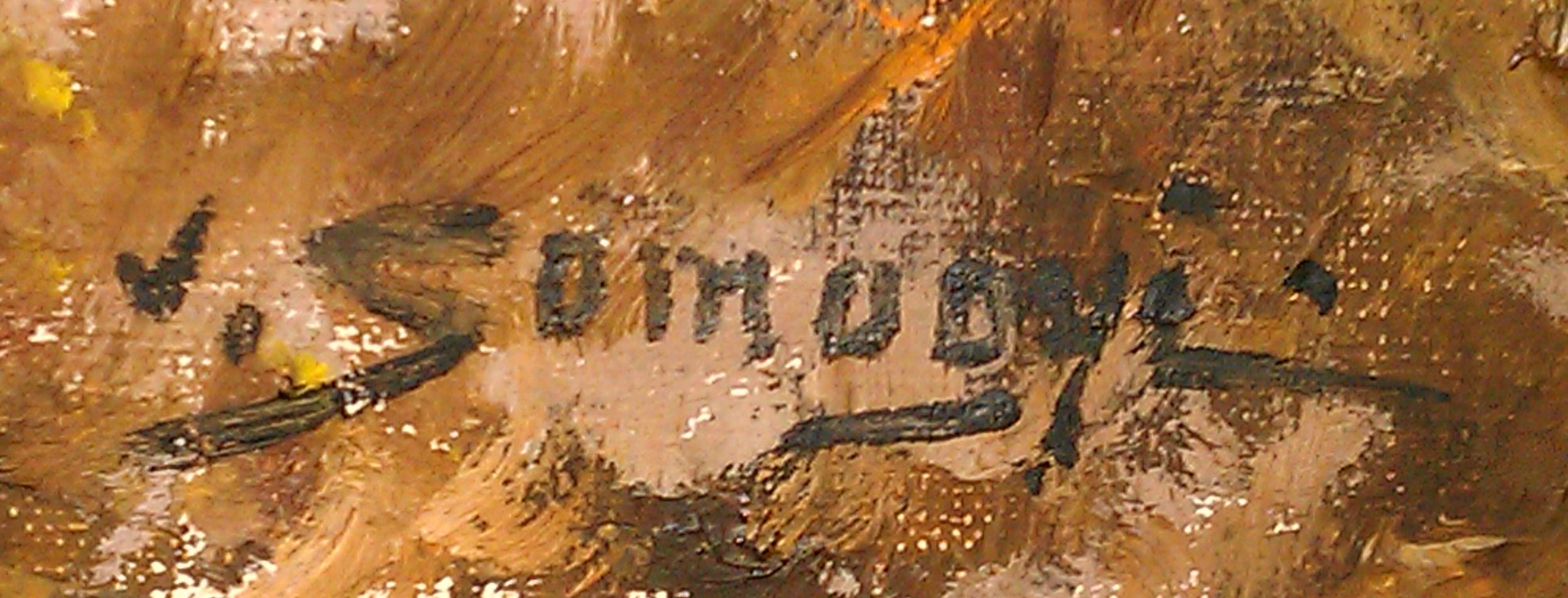
Unterschrift des Malers auf einem Ölgemälde

István von Somogyi (* 4. September 1894 in Ógyalla; † 1971 in Budapest) war ein ungarischer Maler.

## Leben
Er studierte Kunst an der Ungarischen Akademie der Bildenden Künste in Budapest. Von 1914 bis 1916 diente er als Leutnant in der Ungarischen Armee. Später war er in Deutschland als Maler in Bad Soden, in Buchen (Odenwald) und in Bödigheim tätig. 

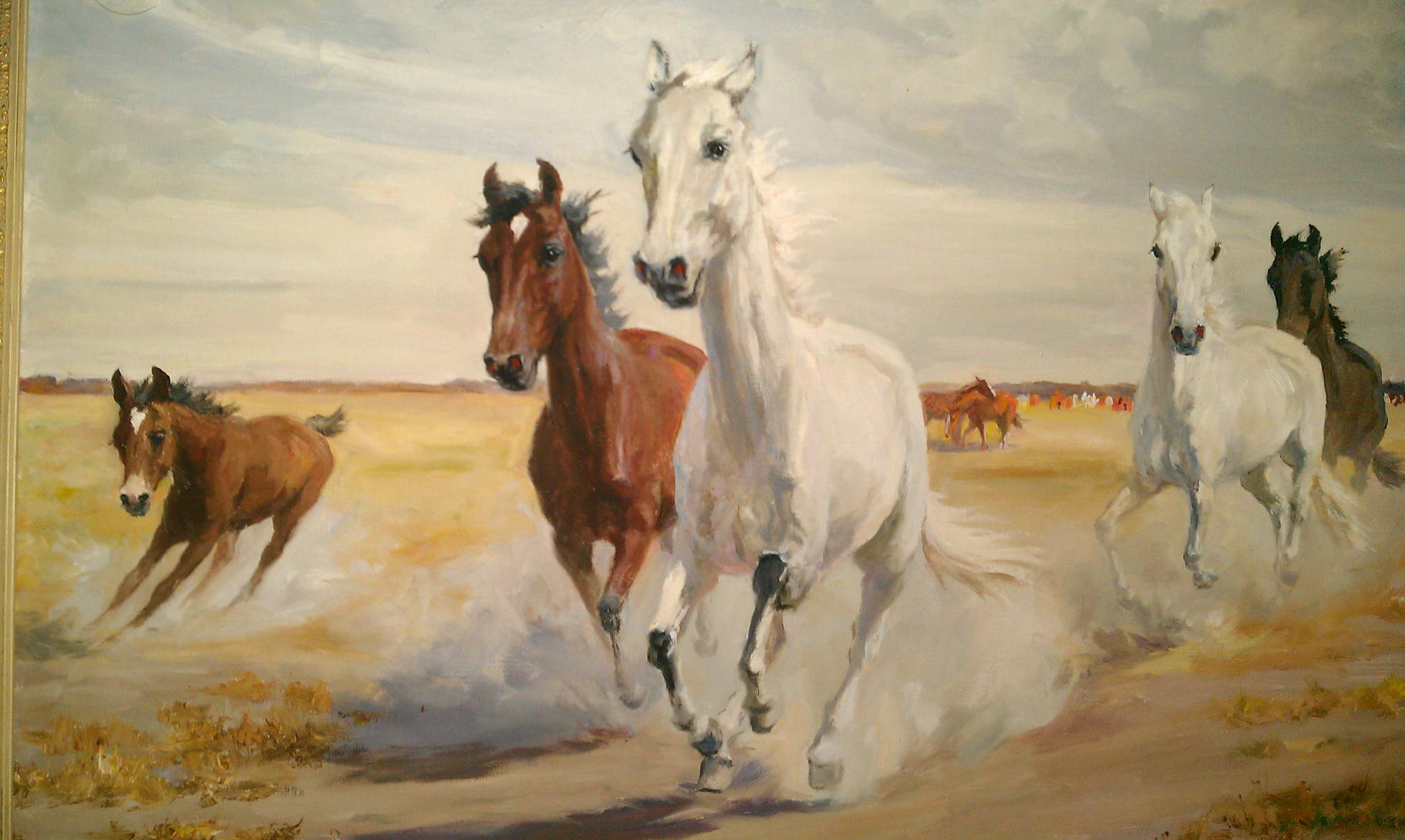
Bild von Pferden

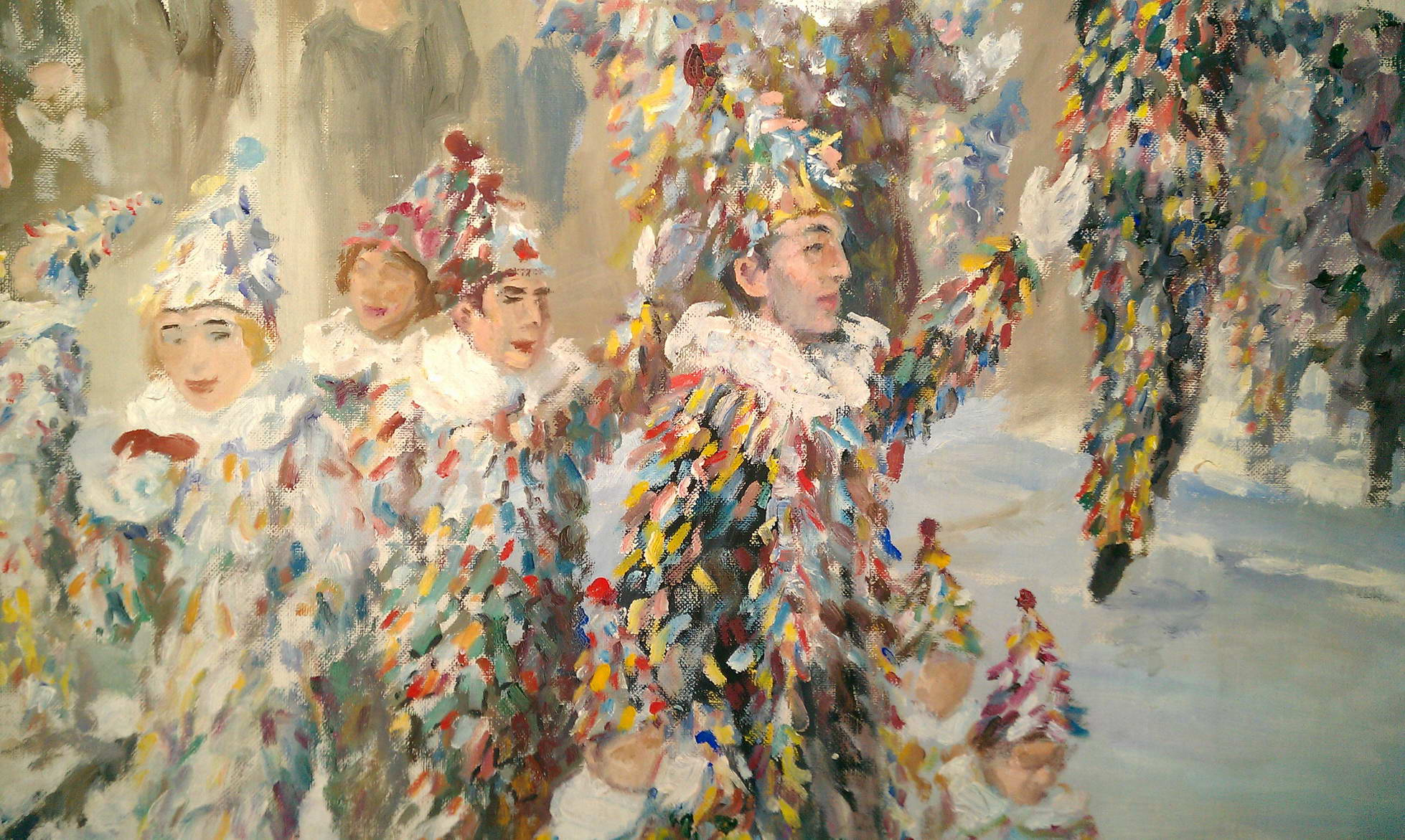
Ausschnitt aus dem Ölgemälde, das als Vorlage für das Mosaik in Buchen (Odenwald) verwendet wurde

Bekannt wurde Somogyi durch seine dynamischen Bilder von Pferden. 
Nach seinem Studium in Budapest wurde er durch zwei Porträts bekannt, nämlich das des Reichsverwesers Miklós Horthy und das von Otto von Habsburg. Seine große Vorliebe waren jedoch Pferde. Pferdedarstellungen und Tierstudien machten ihn in seiner Heimat berühmt. Ab 1930 hatte er seine ersten Ausstellungen. Seine Gemälde finden sich unter anderem auch im Museum für Bildende Künste, Berlin. 1937 ließ er sich in Deutschland nieder. Nach Ende des Zweiten Weltkrieges kam er 1947 nach Bödigheim. Von Somogyi pflegte bis zu seinem Tod im Jahr 1971 sehr viele Kontakte zu Persönlichkeiten der Kunst und Kultur. Unter anderen weilte Oskar Kokoschka als Gast bei ihm in Bödigheim. 
Er erschuf in den Jahren 1965 bis 1966 ein zirka 30 m² großes Wandmosaik in der Frankenlandhalle in Buchen. Das Kunstwerk wurde am 20. April 1966 fertiggestellt. Es besteht aus zirka einer Million farbigen italienischen Glas- und japanischen Porzellansteinchen, die von Hand zugeschnitten wurden. István von Somogyi und seine Frau Liselore von Somogyi verwendeten für das Mosaik etwa hundert verschiedene Farben.
Das Mosaik zeigt unter anderem die Porträts Buchener Persönlichkeiten, so zum Beispiel das des damaligen Präsidenten der Fastnachtsgesellschaft von Buchen, Kurt Hemberger.
Das Mosaik wurde im April 1966 feierlich öffentlich enthüllt. Das Mosaik wurde 2009 vor dem Abbruch der alten Festhalle gesichert und 2011 in der am gleichen Standort neu erbauten Stadthalle in Buchen wieder angebracht.
Ein weiteres Mosaik der Künstler István und seiner Frau entstand im Hallenbad in Seckach.